# بپو، اوئیتا
بپو در استان اوئیتا در کشور ژاپن واقع شده است که دارای جمعیت ۱۲۷٬۳۴۵ نفر و مساحت ۱۲۵٫۱۵ کیلومتر مربع با تراکم جمعیت ۱٬۰۱۸ نفر در کیلومترمربع است و در تاریخ ۱ آوریل ۱۹۲۴ به عنوان شهر شناخته شد.